# 애버딘 시험장
애버딘 시험장(Aberdeen Proving Ground, APG) 또는 애버딘 병기 시험장, 애버딘 무기 시험장은 미국 메릴랜드주 하퍼드군 애버딘 인근에 위치한 미국 육군의 시설이다. APG에는 7,500명 이상의 민간인과 5,000명 이상의 군인이 근무하고 있다. 테넌트 유닛에는 다음을 포함하여 11개의 주요 사령부가 있다.

## 세입 조직

### 중앙정부기관
- 연방 우체국 (USPS)
- 국방군수국 (DLA)
- 국방군인임금청(DMPO)
- 국방소매국(영어판), 애버딘 시험장 지부 (DECA-APG)
- 미국 육군 및 공군 교역처(AAFES)
- 미국 육군부 차관보 (조달, 물류 및 기술) ASA (ALT)

### 미국 육군
- 제20CBRNE사령부
  - 본부
  - 제1지역의학연구소(1st AML)
- 제203군사정보대대
- 전투능력개발사령부(CCDC)
  - CCDC 육군 연구실험실
  - CCDC C5ISR 센터
  - CCDC 생화학센터 (에지우드 생화학센터)
  - CCDC 데이터 및 분석원
- 육군계약사령부, 애버딘 시험장(ACC-APG)
- 통신전자사령부(CECOM)
- 전차자동차무장사령부 생명주기사령부(TACOM LCMC)
  - 피복 및  생산 지원 통합실 (C&H PSID)
- 육군시험평가사령부(ATEC)
  - 육군평가원(AEC)
  - 에애버딘 실험센터 (ATC)
  - 합동시험제대(JTE)
- 화학물자처(CMA)
- 민간인작자원국, 동북지역
  - 민간인 자문센터(CPAC)
- Joint Program Executive Office for Chemical Biological Defense (JPEO-CBD)
- 메릴랜드 육군 국가방위대(MDARNG)
  - 육군항공지원시설(AASF)
  - 항공창정비충원부대 (HQ, ADMRU)
  - 제29전투항공여단, 본부(29th CAB)
  - Maryland National Guard Freestate Challenge Academy
- 대서양 중부지역 네트워크기획원 (APG-MARNEC)
- U.S. Army Medical Research Institute of Chemical Defense (MRICD)
- Program Executive Office, Assembled Chemical Weapons Alternatives (PEO-ACWA)
- Program Executive Office for Command, Control, Communications Tactical (PEO C3T)
- Program Executive Office for Intelligence, Electronic Warfare and Sensors (PEO IEW&S)
- 육군 보건소
- 커크 미국 육군 진료소(KUSAHC)
- 치의처(DENTAC)

## 시설

### 아델피 연구실험센터
- 통합 크로스 도메인 서비스 관리 사무실
- 육군계약사령부 애버딘 시험장(ACC-APG), 아델피 계약 부서
- 제93통신망/애버딘 네트워크기획원(NEC)
- 군수비축센터(LRC)
- 미국 육군 예비군 사이버방호여단 (제335통신사령부)
- 블라썸포인트 연구시설

## 같이 보기
- 에니악

## 참고
1. ↑  “Units & Tenant Activities”. 《U.S. Army Aberdeen Proving Ground》 (영어). 2025년 1월 5일에 확인함.